# توتويلا
توتويلا هي أكبر جزيرة في ساموا الأمريكية، وثالث أكبر جزيرة بما في ذلك جزر ساموا.
جزيرة في سلسلة جزر ساموا في وسط المحيط الهادئ وتقع على بعد حوالي 4000 كيلومتر (2500 ميل) شمال شرق بريزبان، أستراليا وأكثر من 1200 كيلومتر (750 ميل) شمال شرق فيجي. تحتوي على ميناء كبير وطبيعي، هو ميناء باغو باغو، حيث تقع باغو باغو، عاصمة ساموا الأمريكية. يقع مطار باغو باغو الدولي أيضًا على توتويلا. تبلغ مساحة أراضيها حوالي 68 ٪ من إجمالي مساحة الأراضي في ساموا الأمريكية ويبلغ عدد سكانها 56000 نسمة يمثلون 95 ٪ من سكانها. يوجد في الجزيرة ستة أنظمة بيئية أرضية وثلاث أنظمة إيكولوجية بحرية.

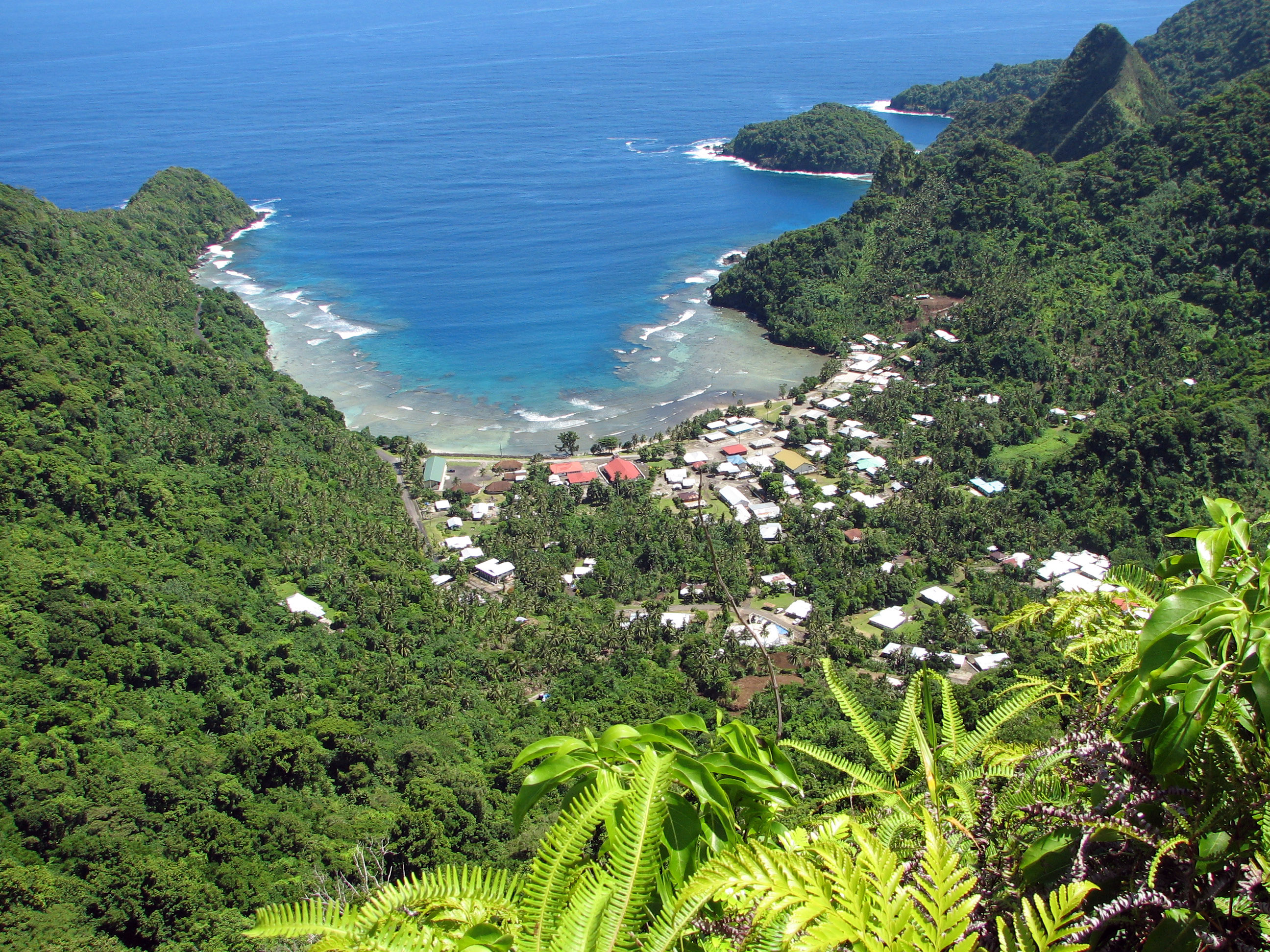
افونو القريبة من باغو باغو العاصمة

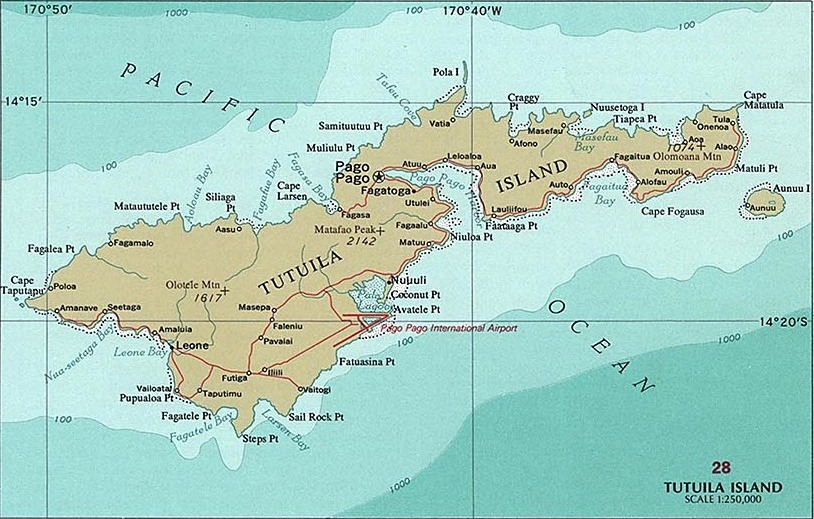
خريطة توتويلا